# Ich klage an (1941)
Ich klage an ist ein deutscher Spielfilm von Wolfgang Liebeneiner, der am 29. August 1941 im Berliner Capitol uraufgeführt wurde. Wegen seiner Werbung für den vom nationalsozialistischen Staat begangenen Massenmord an kranken Menschen ist dieser Propagandafilm heute in Deutschland nur eingeschränkt zu sehen.
Es handelt sich heute um einen Vorbehaltsfilm der Friedrich-Wilhelm-Murnau-Stiftung. Er gehört damit zum Bestand der Stiftung, ist nicht für den Vertrieb freigegeben und darf nur mit Zustimmung und unter Bedingungen der Stiftung gezeigt werden.

## Definitionen und Relevanz
Der Begriff Euthanasie setzt sich zusammen aus den beiden griechischen Wörtern „Eu“, welches „Wohl-“ oder „Gut-“ bedeutet, und „Thanatos“ für „Tod“. Demnach bedeutete „Euthanasie“ ursprünglich „guter Tod“, bevor der Begriff als Synonym für „Sterbehilfe“ und schließlich auch für die „Vernichtung 'lebensunwerten' Lebens“ fungierte. Durch die Nationalsozialisten wurde der Begriff somit unzutreffend gebraucht und in die etymologisch gegenteilige Bedeutung versetzt.
Der Begriff „Propaganda“ kommt von dem lateinischen Verb „propagare“, welches so viel wie aus- bzw. verbreiten bedeutet. Zu einer negativen Konnotation des Begriffs kam es im Laufe des 19. Jahrhunderts und während des Ersten Weltkrieges. Diese negative Bewertung hält teilweise noch bis heute an. Ebenso trifft dies auf „die innere Abwehrhaltung gegen alles Andersartige, alles 'Kranke'“ zu, welche sich in der aktuellen Zeit nach wie vor finden lässt. Deshalb ist es von besonderer Relevanz, auch im 21. Jahrhundert die Euthanasie-Debatte und damit einhergehend die Problematik der Sterbehilfe aufzuarbeiten und zu diskutieren. Denn nicht nur in der Zeit des Nationalsozialismus wurde eine Volksgemeinschaft beansprucht, die vollkommen gesund ist und aus der deshalb jegliche Krankheit eliminiert werden muss.

## Einsatz und Wirkung
Mittels des Films wurde das „Euthanasieprogramm“ des nationalsozialistischen Staats auf die massenwirksamste Weise propagiert. Demnach legt der Film nahe, dass es ordnungsgemäß erlaubt sei, das Leben behinderter und/oder kranker Menschen zu beenden. Dies wird auf eine geschickt getarnte Art und Weise vermittelt: Statt der Vernichtung „lebensunwerten Lebens“ konzentriert sich der Film auf die Problematik der Tötung auf Verlangen. Im gesamten Film kommt das Wort „Euthanasie“ nicht zur Sprache und Ich klage an sollte insgesamt nicht als ein offensichtliches Propagandainstrument erkennbar sein.
Am 15. August 1941 erhielt Ich klage an in Deutschland eine Freigabe von der Zensur und bekam lediglich die Anmerkung „‚für Jugendliche verboten‘ sowie die Prädikate ‚künstlerisch besonders wertvoll‘, ‚volksbildend‘ und ‚feiertagsfrei‘“. Der Film wurde auch im Ausland gezeigt und in Zürich beispielsweise von den kantonalen Polizeibehörden verboten und beschrieben als:

„[…] Tendenzfilm gefährlichster Sorte…, den wir in seiner geistigen Haltung restlos ablehnen und vor dem wir warnen. Umso gefährlicher, als er sich viel weniger an den Verstand als an das Gefühl wendet. Auf höchst geschickte Weise wird gegen das bestehende Gesetz Sturm gelaufen.“

Im damaligen nationalsozialistischen Staat fielen die Reaktionen und Rezensionen hinsichtlich des Films deutlich anders aus. So wurde in der NS-Tageszeitung „Völkischer Beobachter“ folgendes geäußert:

„Über die Fragestellung des Films werden indes viele fruchtbare Gespräche in Gang kommen, doch die Antwort wird so klar und eindeutig sein, wie sie einem gesunden und lebenswilligen Volk gemäß ist.“

Die Gesetzesänderung, die in Ich klage an gefordert wird, fand Berichten des Sicherheitsdienstes der SS zufolge größere Zustimmung bei der Arbeiterschicht als in intellektuellen Kreisen. Ausschlaggebend dafür soll gewesen sein, „daß die sozial schlechter gestellten Schichten der Bevölkerung naturgemäß stärker an ihre eigene finanzielle Belastung denken“.
Wenige Wochen später, am 4. September 1941, wurde die Gesetzesänderung tatsächlich vollzogen. Seitdem wurde (und ist bis heute) in Paragraf 211 des Strafgesetzbuches Mord nicht mehr definiert als jegliche Tötung, die jemand „mit Überlegung ausgeführt hat“, sondern es wurden Mordmerkmale eingeführt, die "niedrige Beweggründe" bzw.  "Heimtücke", "Grausamkeit" oder "gemeingefährliche Mittel" voraussetzen und damit die vorgeblich wohlwollenden Krankenmorde nicht mehr eindeutig als Mord einstufen ließen (siehe Mord (Deutschland)#Neukonzeption (1941)). Allerdings wurden sie durch die Gesetzesänderung nicht legalisiert, sondern waren zumindest als Totschlag (Deutschland), ggf. als Tötung auf Verlangen strafbar; letztere Vorschrift, um die es ja gerade im Film geht, blieb damals sogar unverändert.
Regisseur Wolfgang Liebeneiner stellte mit Hinblick auf seinen Film die Forderung:

„dem Menschen doch wohl die Entscheidung darüber [zu] lassen, ob er leben will oder nicht leben will. Ich … halte das für ein gräßliches Relikt aus früheren Zeiten, daß man dem Menschen das Recht absprechen will, darüber zu entscheiden, ob er leben will oder sterben will.“

Diese Worte lassen vermuten, dass die Ideologie des nationalsozialistischen Staats, welche behindertes Leben „lebensunwert“ nennt, Liebeneiners Überzeugungen notwendigerweise nicht zuwider sein mochte.

## Handlung
Hanna Heyt ist eine lebenslustige Frau. Als ihr Mann den Ruf auf den Direktorposten eines Instituts in München bekommt, bereitet sie eine Feier für Kollegen und Freunde vor. Bereits während der Vorbereitungen stürzt sie unerklärlich eine Treppe im Haus hinab. Als sie während der Feier am Klavier sitzt, fühlt sie einen Krampf in ihrer Hand und kann nicht weiterspielen. Da die Taubheit auch am nächsten Morgen nicht weg ist, schickt ihr Mann sie zu Dr. Lang, einem alten Freund des Paares. Dieser untersucht sie und hegt den Verdacht, Hanna sei an multipler Sklerose erkrankt. Er offenbart seinen Verdacht Dr. Heyt, der entsetzt ist, aber dann doch das Urteil eines Spezialisten einholt. Jener bestätigt die unheilbare Krankheit, legt aber nahe, Hanna ihre Krankheit nicht mitzuteilen, um ihr ihren Optimismus und den Glauben an eine Besserung nicht zu nehmen. Fortan forscht Dr. Heyt in seinem Labor nach der Arbeit bis in die Nachtstunden nach einem Erreger der Krankheit und einem Mittel für ihre Heilung.
Bei Hanna schreitet die Krankheit mittlerweile weiter fort. Sie erkennt, dass sie sich nach der Lähmung ihrer Beine und Arme immer weniger wird bewegen können. Daraufhin bittet sie Dr. Lang, sie, wenn es ganz schlimm wird, zu töten. Sie möchte nicht, dass ihr Mann eines Tages froh ist, wenn sie endlich gestorben ist, nachdem sie vor sich hinvegetiert hat und „nur noch eine Last“ war. Dr. Lang weist ihr Ansinnen als unethisch zurück. Hanna wendet sich mit derselben Bitte später auch an ihren Mann, der sie von der Möglichkeit einer baldigen Heilung zu überzeugen versucht.
Die Krankheit verschlechtert ihren Gesundheitszustand rasch. Ein vermeintlicher Durchbruch in Heyts Forschungen entpuppt sich als Irrtum. Als Hanna unter Atemlähmungen leidet, bittet sie ihren Mann erneut, ihr nun zu helfen. Er entwendet das Medizinfläschchen von Dr. Lang und verabreicht seiner Frau eine Überdosis, an der sie stirbt. Dr. Lang ist außer sich, er bezichtigt Heyt daraufhin des Mordes und kündigt die Freundschaft. Heyt wird von seinem Schwager Eduard Stretter angezeigt.
Im Strafverfahren wegen Mordes vor dem Schwurgericht stellt sich die Tat nach den Zeugenaussagen als quasi-humanitärer Akt dar. Die Zeugen geben dabei hauptsächlich Meinungen darüber ab, ob sie bestimmte Geschehnisse für möglich halten, und berichten kaum über eigene Erlebnisse. Die Schöffen diskutieren während einer einstündigen Verhandlungspause wegen des angekündigten Erscheinens von Dr. Lang den Fall im Beratungsraum kontrovers, der Vorsitzende Richter gebietet ihnen Einhalt, denn der Fall sei nicht so einfach, wie sie es darstellen. Es fehlt der Nachweis des ausdrücklichen Verlangens der Tötung durch die Getötete gegenüber dem Angeklagten. Dr. Lang, der zunächst auf Ladung nicht erschienen war, erscheint endlich vor Gericht. Durch die Konfrontation mit einem geistesgestörten Kind wurde er zum Umdenken veranlasst. Er hatte das an Hirnhautentzündung erkrankte Kind mit allen Mitteln am Leben erhalten. Seine Eltern Marie und Herbert Günther fragen ihn, warum er es nicht habe sterben lassen, denn nun ist es als Folge der Behandlung blind, gelähmt und geistesgestört in einer Anstalt. Er bestätigt nach erneutem Eintreten in die Beweisaufnahmen das ausdrückliche Verlangen von Hanna Heyt. Dr. Heyt bricht nun sein Schweigen vor Gericht und hält ein kurzes Plädoyer in eigener Sache. Er will ein Urteil, „um Klarheit zu schaffen für sich und zukünftige solche Fälle“.

## Filmvorlage
Einige Motive des Films gehen auf den Briefroman Sendung und Gewissen von Hellmuth Unger zurück. Dieses Buch war 1936 in erster Auflage erschienen und ab 1941 in einer veränderten Fassung mehrfach neu aufgelegt worden. Erst die zweite Fassung enthält die programmatischen Worte „Nicht ich bin mehr Angeklagter, sondern ich klage an, ein wahrhafter Arzt gegen eine ganze Welt“. Der Briefroman hatte keine durchgehende Handlung und musste dramaturgisch völlig umgestaltet werden. Viktor Brack, der in der Kanzlei des Führers mit der Aktion T4 befasst war, beauftragte Hermann Schwenninger damit, eine neue Rahmenhandlung zu schreiben. Schwenninger war seit 1940 bei der Zentraldienststelle T4 angestellt und sollte dort einen Dokumentarfilm über die Euthanasie herstellen, der später als Dasein ohne Leben bekannt wurde. Schwenningers Drehbuchentwurf für den Spielfilm enthält die Gerichtsszene, in der der Sterbehelfer zum Helden stilisiert wird.
Wolfgang Liebeneiner wies diesen Entwurf zurück. Aus der Kanzlei des Führers erging an eine Arbeitsgruppe erneut die Anweisung, ein Drehbuch zu schreiben „über Euthanasie, über Auslöschung lebensunwerten Lebens. Unter Berücksichtigung der Zeitumstände sind wir zu der Überzeugung gekommen, alles mögliche vermeiden zu müssen, was nach geflissentlicher Werbung aussieht, namentlich aber auch alles zu vermeiden, was von gegnerisch Eingestellten als eine vom Staat ausgehende Bedrohung aufgefasst werden könnte.“
Der neue Entwurf trug den Arbeitstitel Drei Menschen – Ein Film um das Gesetz des Herzens und bezog sich auf ein geplantes „Sterbehilfegesetz“, das wegen aufkommender Proteste aus kirchlichen Kreisen jedoch nicht erlassen wurde. Der Entwurf bringt als wichtige Elemente die Dreierbeziehung zwischen einer Frau und zwei Männern ein und lässt den Ehemann und zugleich Arzt zum Täter innerhalb der Familie werden. Auch dieser Entwurf wurde überarbeitet. Liebeneiner hat später zur Rechtfertigung eine falsche Darstellung darüber in Umlauf gebracht und behauptet, darin sei unverblümt die Tötung von Geisteskranken propagiert worden. Liebeneiner übernahm jedoch die „Vernichtung lebensunwerten Lebens“ als verdeckte Schlüsselbotschaft. Der Film enthält als Elemente die Dreierbeziehung des zweiten Entwurfs, die große Gerichtsszene aus dem ersten Entwurf und die abgeänderte Nebenhandlung zweier Eltern, die den Tod ihres schwerstbehinderten Kindes herbeisehnen.

## Propagandistische Methoden
Dem Film gelingt es, die Auffassung der Befürworter der Euthanasie mittels rhetorischer Methoden als richtig erscheinen zu lassen. Dass der Film als Propagandamittel für das „Euthanasieprogramm“ des nationalsozialistischen Staats eingestuft werden kann, lässt sich durch dessen Einordnung in den historischen Kontext aufzeigen. Grundsätzlich lassen sich drei wesentliche propagandistische Methoden im Film nachweisen: Behauptung, Tarnung und Übertragung.
Als wichtigste Methode zieht sich die Übertragung durch den gesamten Film, und zwar betrifft diese die Idealisierung der Figur Thomas Heyts als Führertypus. Zusätzlich kann auch der Aufbau des Arztes Bernhand Lang als Identifikationsfigur genannt werden. Weiterhin findet die Methode der Tarnung Anwendung, beispielsweise in der Geschworenenszene: Diejenigen Geschworenen, die die Euthanasie befürworten, wenden die Technik des Einschmeichelns beim Zuschauer an. Damit einhergehend wird das eigentliche Thema der Euthanasie mit der Problematik der Sterbehilfe gleichgesetzt. Da die Konzentration auf der Figur Thomas Heyts liegt, wird somit vorgegeben, dass es in der Verhandlung um Menschen geht, die freiwillig ihren Tod in Kauf nehmen.
Schließlich kommen in Ich klage an noch einige weitere Techniken zum Tragen, so beispielsweise Techniken des Schweigens sowie der Verzerrung: Immer wieder wird suggeriert, dass die Tötung auf Verlangen diskutiert würde, wobei es sich tatsächlich um die eigentliche Problematik der Vernichtung „lebensunwerten Lebens“ handelt. Auch die Taktik der Einkreisung kann im Film nachgewiesen werden: Der Zuschauer wird gewollt aktiv mit in die Handlung einbezogen und vor verschiedene Entscheidungen gestellt. Die erste Entscheidung liegt vor, als Hanna Heyt sowohl ihren Ehemann Thomas als auch den befreundeten Arzt Dr. Lang um den Tod bittet. Somit besteht hier die Möglichkeit, sich entweder auf die Seite des Arztes oder die des Ehemanns zu stellen. Auch während der Gerichtsverhandlung im Film werden kontinuierlich Entscheidungen für oder gegen die einzelnen Zeugen gefordert, wodurch gleichzeitig eine Entscheidung für oder gegen die Figur Thomas Heyts erfolgt. Zudem erzwingt die Geschworenenszene regelrecht eine weitere Entscheidung: Dem Zuschauer ist es nicht möglich, die Diskussion mit neutraler Sicht zu verfolgen. Stattdessen soll die eigene Meinung immer wieder in Beziehung gesetzt werden zu den Meinungen, die die Diskutanten vertreten. Dass Bernhard Lang am Ende des Films schließlich die entscheidende Zeugenaussage liefert und Thomas Heyt noch sein Schlusswort tätigt, lassen dem Zuschauer nur eine mögliche Einschätzung des Films: Es erscheint unmöglich, Tötung auf Verlangen und in diesem Sinne auch Euthanasie bewusst abzulehnen.

## Konstituenten der Euthanasie-Propaganda
Ich klage an kann nicht auf Anhieb als ein nationalsozialistischer Propagandafilm erkannt werden. Besonders der erste Teil des Films lässt eher auf eine Krankheitstragödie statt jeglicher Propaganda zugunsten der „Euthanasie“ schließen. Jedoch werden Techniken angewendet, die dazu dienen sollen, den Zuschauer schleichend zur Befürwortung der Euthanasie zu bewegen. Im Folgenden werden deshalb die ausschlaggebenden Konstituenten der Euthanasie-Propaganda aufgezeigt, welche Hachmeister ausführlich beschreibt:
| Konstituenten                         | Inhaltliche Erläuterung |
| ------------------------------------- | --- |
| Die Nebenhandlung                     | Einen der dramatischen Höhepunkte des Films Ich klage an stellt die „Besichtigung“ des behinderten Kindes in der Anstalt dar. Hierbei vollzieht Dr. Lang einen Sinneswandel: Die Tat seines Freundes Thomas Heyt verurteilt er nicht länger, sondern sagt nun zu dessen Gunsten vor Gericht aus. Mit dem Fall des behinderten Trudchen Günthers wird letztendlich die Vernichtung „lebensunwerten“ Lebens klar angesprochen. |
| Der Sinneswandel Bernhard Langs       | Ich klage an zeigt zum einen Thomas Heyt als ein Vorbild und zum anderen Dr. Lang als denjenigen, der dem Zuschauer gefühlsmäßig sehr nahe steht. Somit suggeriert Langs Wandlung, dass jeder nicht von vornherein überzeugte Zuschauer ebenso zum Sinneswandel gelangen kann. Die Wandlung eines ethisch so anspruchsvollen Menschen dient im Film der moralischen Rechtfertigung von Sterbehilfe und Euthanasie. |
| Thomas Heyt als Führertypus           | Da Heyt als Führertypus auftritt übt er zugleich eine Vorbildfunktion aus: Er weiß „instinktiv“, was für seine Frau und darüber hinaus für die Menschheit am besten ist. Im Film personifiziert Heyt den Verfechter einer neuen gerechteren Ordnung, dessen Führerfunktion sich auf den Zuschauer „übertragen“ soll. |
| Der Schlussappell Thomas Heyts        | Ich klage an lässt bereits am Titel erkennen, dass Thomas Heyt in seinen Schlussworten einen Paragraphen anklagt, „der Ärzte und Richter an der Erfüllung ihrer Aufgabe hindert, dem Volke zu dienen“ (134. Bild). Letztendlich bleibt das Ende des Films offen, da eine Verurteilung Heyts der übergeordneten Gerechtigkeit widersprochen hätte und ein Freispruch wiederum nicht mit dem geltenden Recht zu vereinbaren war. |
| Der schöne Tod – die sinnlose Qual    | Ich klage an weist die propagandistische Methode der Kontrastierung auf: Im Film wird der Tod als etwas Schönes dargestellt, vor dem man sich nicht fürchten muss. Der schöne Tod wird dahingehend mit dem von Qual erfülltem Leben eines Kranken kontrastiert und suggeriert, dass der Tod einem behinderten Leben vorzuziehen sei. Sterbehilfe stellt somit einen Akt der Gnade dar. |
| Der Tod als Liebesgabe                | Das Euthanasieprogramm des nationalsozialistischen Staats wurde auch als „Aktion Gnadentod“ bezeichnet. In Ich klage an stellt Liebe das Motiv der „Erlösung“ dar: Heyts Tat wird mit der Liebe zu seiner Frau begründet und diese selbst sieht in der Tötung einen Liebesbeweis. |
| Das Natur-Argument                    | Das Natur-Argument dient der propagandistischen Methode der Behauptung, denn sowohl die Euthanasie als auch der Antisemitismus wurden mit dem Verweis auf die „Natur“ gerechtfertigt. Ich klage an suggeriert die Vorstellung, dass es „unnatürlich“ sei medizinische Mittel zur Verlängerung eines Lebens einzusetzen. Dies entspricht einer extremen Form des Sozialdarwinismus: Der „Schwache“ muss zugrunde gehen, um den „Starken“ nicht zu schädigen. Sterben lassen ist natürlich, während Lebensrettung störend in den Lauf der Natur eingreifen würde. |
| Der Schein der Legalität              | Eng mit dem Naturbegriff verbunden ist der Rechtsbegriff in Ich klage an: Propagiert wird eine Rechtsordnung, die im Einklang mit der „Natur“ stehen müsse. Des Weiteren wird das Mittel der Tarnung durch Legalisierung angewendet, da die bestehenden Gesetze kritisiert werden, die Sterbehilfe verbieten. Der nationalsozialistische Unrechtsstaat wird im Film als Rechtsstaat inszeniert, in welchem Gesetzverstöße der Machthabenden ausgeschlossen scheinen. |
| Die Gleichsetzung von Mensch und Tier | Im Film hängt die Überzeugung, dass der Mensch krankes Leben so zugrunde gehen lassen müsse wie „unbarmherzige Natur“, eng mit der prinzipiellen Gleichsetzung von Mensch und Tier zusammen. Dadurch sei es für jedes Lebewesen und auch für den Menschen besser, wenn diese von ihren Schmerzen „erlöst“ würden statt sich quälen zu müssen. |
| Die Zeugenaussage des Pastors         | Im Film ist die Zeugenaussage des Pastors von großer Bedeutung für die Gerichtsverhandlung, da die Kirche der stärkste Gegner des nationalsozialistischen Euthanasieprogramms war. Angewandt wird hierbei die Technik der Tarnung: Die Unterstellung, dass die Kirche die Ansicht vertrete, Menschen sollten „erst nach Überwindung unendlicher körperlicher und seelischer Qual“ sterben, sollte die Position der Kirche in ein schlechtes Licht rücken. Die Forderung des Pastors nach Sterbehilfe als einem Akt der Liebe erscheint in Ich klage an als eine Forderung Gottes. |
| Die Geschworenenszene                 | Die Geschworenenszene beinhaltet im Wesentlichen ein Streitgespräch, in dessen Verlauf sich der Zuschauer nun endgültig entscheiden muss, auf welcher „Seite“ er steht. Die Geschworenen teilen sich auf in Sterbehilfe-Befürworter und -Gegner sowie neutral gestimmt. Bei der Anordnung der Argumente lässt sich ein immer wiederkehrendes Schema ausmachen: Jegliche Einwände gegen Sterbehilfe werden sofort entkräftet. Zudem findet die Technik des Schein-Zugeständnisses Anwendung: Die Gegner werden keinen „Frontalangriffen“ ausgesetzt, sondern umschmeichelt und davon letztendlich überzeugt. Wenn man die Geschworenenszene nun nicht als eine Diskussion verschiedener Teilnehmer auffasst, sondern als ein zusammenhängendes Werk eines einzigen Autors, sieht man darin genau jenes Prinzip, das Hitler beschrieb: Die denkbar möglichen Einwände der Zuschauer werden in der Szene antizipiert und sogleich widerlegt. |

## Zensur
Die Originalfassung – auch „Ministerfassung“ genannt, bezogen auf das Reichsministerium für Volksaufklärung und Propaganda – war Anfang Mai 1941 fertiggestellt und wurde Mitte Juli und noch einmal Mitte August durch scharfe Zensurschnitte verändert. Ursächlich dafür waren die verschlüsselte Kritik an der Euthanasie durch ein Hirtenwort der katholischen Bischöfe, das am 7. Juli 1941 von den Kanzeln verlesen wurde, sowie die unverblümte Predigt des Bischofs Clemens August Graf von Galen am 3. August 1941.
Herausgeschnitten wurden Seitenhiebe gegen religiöse Vorbehalte sowie Szenen von aufdringlichen Bekehrungsversuchen. Es entfielen ferner nationalsozialistische Redewendungen und Symbole. Auch die Tötung eines kranken Versuchstieres wurde nicht mehr unmittelbar gezeigt.
Es existieren drei im Detail unterschiedliche Fassungen des Spielfilms. Sie liegen im Bundesarchiv Koblenz, dem Deutschen Institut für Filmkunde in Frankfurt am Main und im ehemaligen DDR-Filmarchiv Potsdam-Babelsberg.

## Rezeption und Kritik
Der Film hat Tötung auf Verlangen zum Thema, wird heute jedoch allgemein als Propagandafilm für die Krankenmorde in der Zeit des Nationalsozialismus gewertet und war sicher auch so intendiert, doch er ist ebenso ein Plädoyer für aktive Sterbehilfe. Die Tötung auf Verlangen, als die sich die aktive Sterbehilfe oft darstellt, hat jedoch ethisch eine andere Qualität. Sie wird auch nach bundesdeutschem Strafrecht erheblich milder bestraft als etwa Totschlag oder Mord.
Seine besondere Bedeutung erhält der Film aber im Zusammenhang mit der damals forcierten sogenannten „Vernichtung lebensunwerten Lebens“. Der euphemistisch als „Euthanasie“ bezeichnete nationalsozialistische Krankenmord war eine staatlicherseits begangene Tötung von als unheilbar erbkrank, lebensunwert und volksschädlich erachteten Menschen (siehe Aktion T4). Spätestens der Hinweis des Angeklagten Heyt in Liebeneiners Film auf „Hunderttausende hoffnungslos Leidender“ und der Gesinnungswandel seiner ursprünglichen Gegner erweisen den Film als konform im Sinne der damaligen Politik.
Im Zeitschriftendienst (Zeitschriften-Dienst: deutscher Wochendienst. Berlin: Verl. Pressebericht, 1939–1945) werden als Vorgabe zur „Filmberichterstattung“ folgende Hinweise an die Journalisten gegeben:

„Der Tobis-Film ‚Ich klage an‘ behandelt in einer ergreifenden Spielfilmhandlung die Frage, ob der Arzt in besonderen Ausnahmefällen berechtigt sein soll, einem unheilbar Kranken auf dessen Wunsch hin seine Qualen zu verkürzen. In den Bildern und im Dialog des Drehbuchs wird mit höchstem menschlichen Ernst und ärztlicher Verantwortung eine seit langem umstrittene Frage der Medizin und des Rechts aufgegriffen. Wenn es auch nahe liegt, die in dem Film zum Ausdruck kommende Tendenz im Tenor der Kunstbetrachtungen anklingen zu lassen, so wollen wir uns doch davor hüten und lediglich den künstlerischen Gehalt dieses Films würdigen, zum Problem selbst aber und zu der vorgeschlagenen Lösung vorläufig weder positiv noch negativ in irgendeiner Form, auch nicht in selbständigen Arbeiten Stellung nehmen. Ebenso wollen wir den Ausdruck ‚Euthanasie‘ vermeiden. Der nach dem Roman von Hellmuth Unger außerordentlich spannend und gut aufgebaute Film bietet zudem durch die hervorragenden schauspielerischen Leistungen … genügend Stoff für fruchtbare Kunstbetrachtungen.“

„Bilder aus dem Film ‚Ich klage an‘ können mit Ausnahme der Sterbeszene in der Presse erscheinen.“

Nach dem Zweiten Weltkrieg beurteilte das Lexikon des internationalen Films den Film folgendermaßen:

„Der Propagandafilm des Dritten Reichs zur Euthanasiefrage. […] Der dramaturgisch geschickt gebaute, sehr suggestiv inszenierte Agitationsfilm diente den NS-Behörden zur Rechtfertigung ihrer systematischen Vernichtung von Geisteskranken sowie zur psychologischen Vorbereitung eines ‚Sterbehilfegesetzes‘.“

## Auszeichnung
Der Film wurde im Dritten Reich mit den Prädikaten „künstlerisch besonders wertvoll“ und „volksbildend“ ausgezeichnet.